# Jackson (1826)
La goleta Jackson fue un buque que prestó servicios logísticos en la Armada Argentina durante la guerra del Brasil.

## Historia
El mercante norteamericano Jackson arribó al puerto de Buenos Aires en febrero de 1826 transportando una carga de munición naval adquirida por cuenta del estado en Nueva York.
La República Argentina luchaba con el Imperio del Brasil por la liberación de la Banda Oriental pero se encontraba en una extrema inferioridad en poder naval.
Tras descargar, en el curso de ese primer trimestre de ese año la Jackson fue fletada por el gobierno republicano a los efectos de transportar tropas y abastecimientos a Las Vacas y Las Conchillas.
El 6 de junio formó parte del convoy que transportó al Uruguay una división de caballería de 650 hombres al mando de Juan Lavalle, el cual fue detectado y perseguido por la escuadra imperial originando el combate de Los Pozos del 11 de junio de 1826.